# Bahra (Hirschstein)
Bahra ist ein Ortsteil der sächsischen Gemeinde Hirschstein im Landkreis Meißen. Die Gemeinde Bahra mit Böhla und Neuhirschstein vereinigte sich mit Boritz am 1. März 1994 zur historischen Gemeinde Hirschstein, welche am 1. April 1996 in die Gemeinde Mehltheuer eingegliedert wurde. Diese wiederum nannte sich am 1. Oktober 1996 in Hirschstein um.

## Geographie

### Geographische Lage und Verkehr
Der Ort liegt auf der linken Elbseite im östlichen Teil der Gemeinde Hirschstein, ca. zehn Kilometer südöstlich von Riesa am nördlichen Rand der Lommatzscher Pflege. Ca. 1 Kilometer östlich der Dorfflur fließt die Elbe. Zu Bahra gehören auch das südöstlich des Dorfes gelegene einstige Vorwerk Böhla sowie der 1935 eingemeindete Ort Neuhirschstein.
Über Kreisstraßen ist Bahra mit den benachbarten Ortsteilen Hirschstein, Neuhirschstein und Kobeln verbunden. Busverbindungen bestehen nach Riesa und Meißen.

### Nachbarorte
| Heyda (zu Hirschstein) |                                             | Boritz (zu Hirschstein)         |
| Böhla (zu Hirschstein) | Kompassrose, die auf Nachbargemeinden zeigt | Althirschstein (zu Hirschstein) |
|                        | Oberlommatzsch (zu Diera-Zehren)            | Neuhirschstein (zu Hirschstein) |

## Geschichte

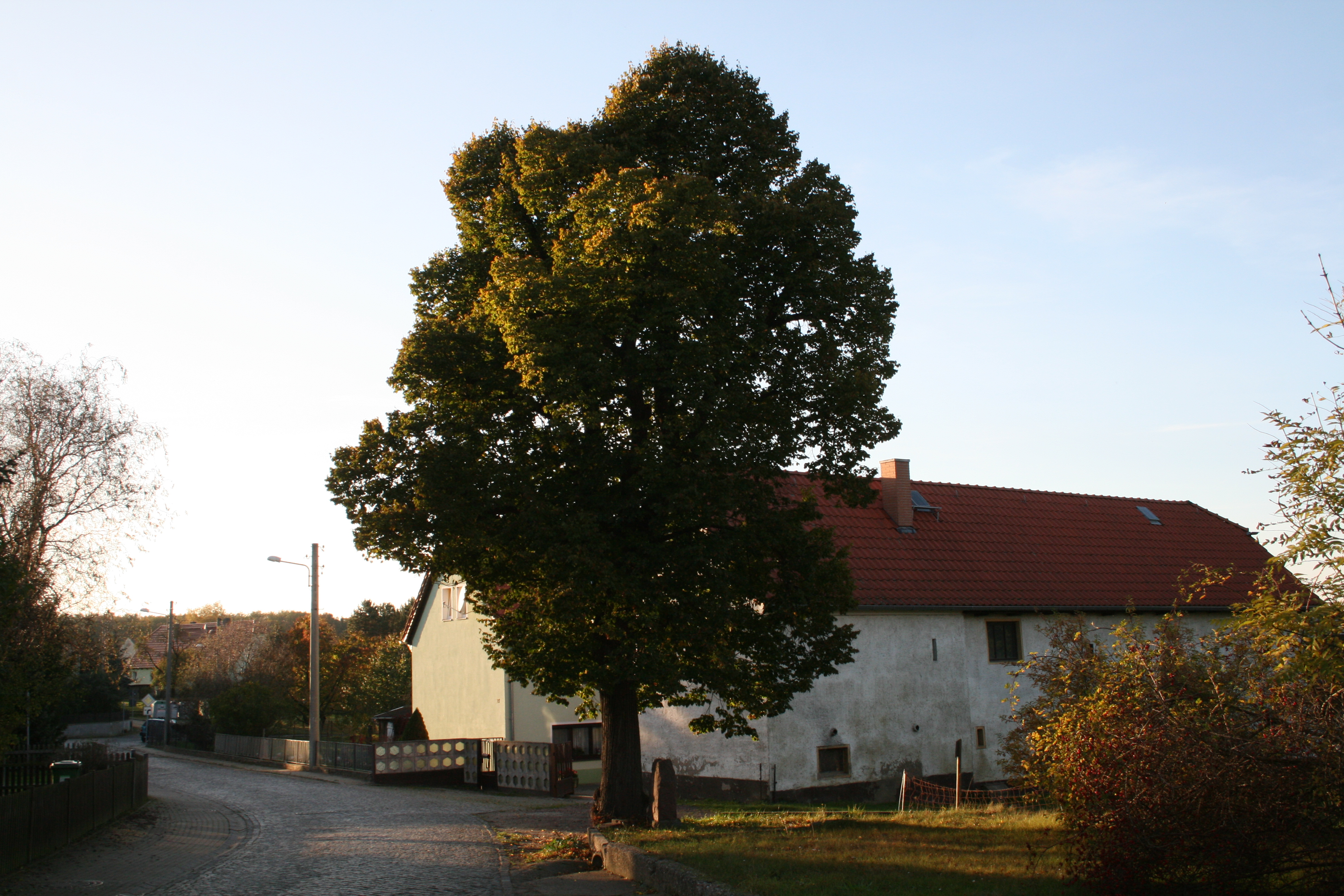
Ortsansicht mit Lutherlinde

Früheste Besiedlungsspuren um Bahra reichen bis in die Bronzezeit zurück. Später ließen sich hier slawische Siedler nieder. 1302 wird erstmals ein Tymo de Borow erwähnt, der Ort selbst ist ab 1406 urkundlich nachweisbar (Paraw). Die Schreibweise wechselte später über Baro (1461), Barau (1539) und Barra (1551) zum heute gültigen Bahra. Abgeleitet ist er vermutlich vom slawischen Wort für „Sumpfloch“. Bahra ist ein typisches Straßenangerdorf mit Gewannflur. Einst befanden sich am Anger zwei Teiche, die später zu Löschwasserdepots umgestaltet wurden.
Die Grundherrschaft besaß bis ins 19. Jahrhundert das Rittergut im nahegelegenen Hirschstein, welches in Bahra und Böhla je ein Vorwerk unterhielt. Eingepfarrt war der Ort nach Boritz und gehört heute zur Kirchgemeinde Boritz-Leutewitz. Im Gegensatz zum 500 Meter südwestlich gelegenen Nachbarort Böhla unterstand Bahra bis ins 19. Jahrhundert dem kursächsischen bzw. königlich-sächsischen Erbamt Meißen. Bei den im 19. Jahrhundert im Königreich Sachsen durchgeführten Verwaltungsreformen wurden die Ämter aufgelöst. Dadurch kam Bahra mit seinem Gemeindeteil Böhla im Jahr 1856 unter die Verwaltung des Gerichtsamts Meißen und 1875 an die neu gegründete Amtshauptmannschaft Meißen. Am 1. November 1935 wurde Neuhirschstein nach Bahra eingemeindet.
Im Zuge der Gebietsreform 1952 wurde die Gemeinde Bahra mit Böhla und Neuhirschstein dem Kreis Riesa im Bezirk Dresden zugeordnet, welcher ab 1990 als sächsischer Landkreis Riesa fortgeführt wurde und 1994 im neu gebildeten Landkreis Riesa-Großenhain aufging.
Am 1. März 1994 schlossen sich die Gemeinden Bahra und Boritz mit ihren Ortsteilen zur Gemeinde Hirschstein zusammen. Seit der Eingemeindung von Hirschstein nach Mehltheuer am 1. April 1996 und der Umbenennung der Großgemeinde zum 1. Oktober 1996 gehört Bahra als Ortsteil wiederum zu Hirschstein. Seit der zweiten Kreisreform in Sachsen 2008 gehört die Landgemeinde Hirschstein mit ihren Ortsteilen, darunter auch Bahra, zum Landkreis Meißen.

### Bevölkerungsentwicklung
| Jahr | Einwohner                              |
| ---- | -------------------------------------- |
| 1551 | 35 besessene Mann, 45 Inwohner         |
| 1764 | 30 besessene Mann, 3 Häusler, 19 Hufen |
| 1834 | 197                                    |
| 1871 | 241                                    |
| 1890 | 231                                    |
| 1910 | 277                                    |
| 1925 | 290                                    |
| 1939 | 478                                    |
| 1946 | 684                                    |
| 1950 | 662                                    |
| 1964 | 549                                    |
| 1990 | 496                                    |

## Sehenswürdigkeiten

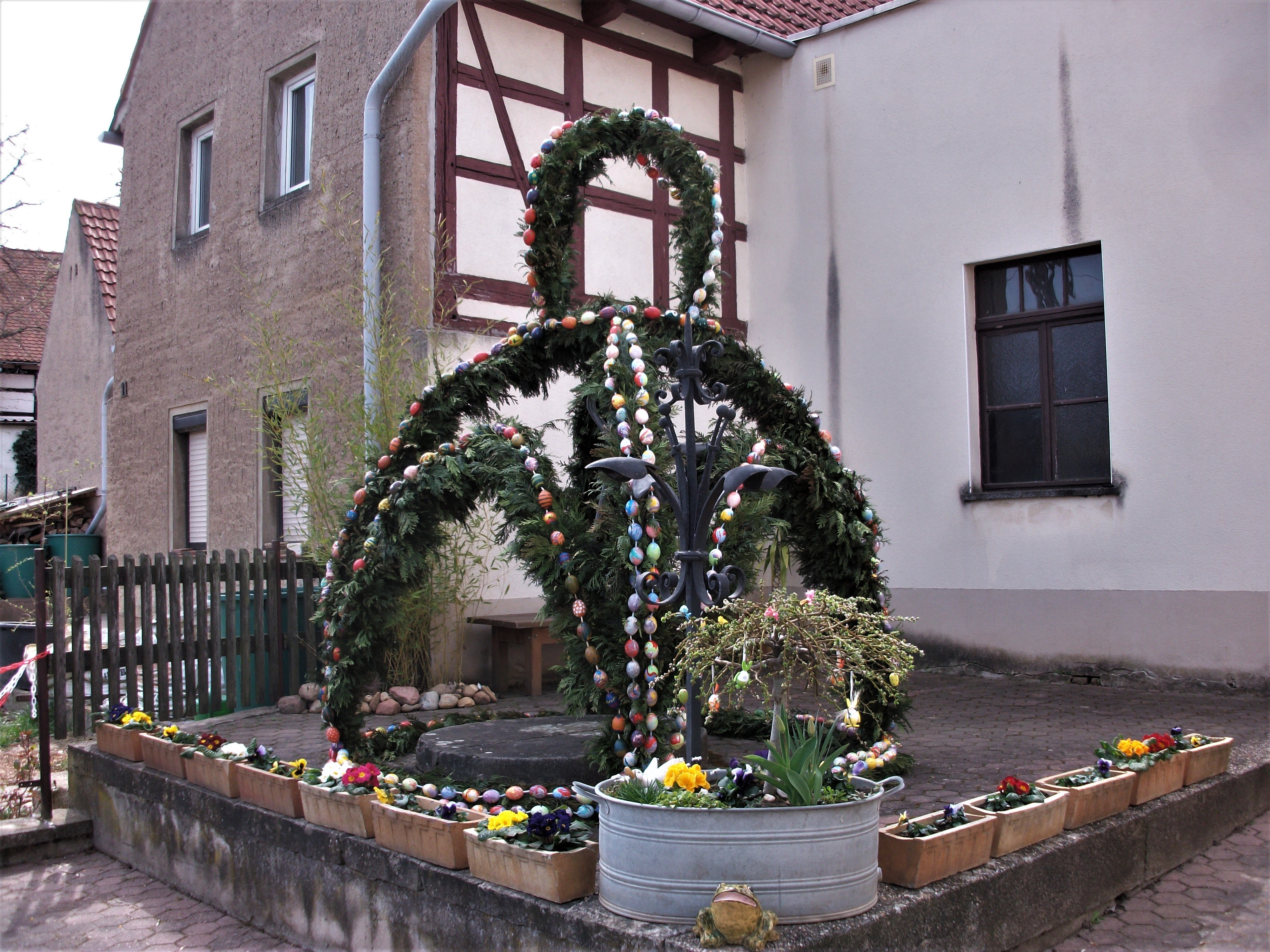
Osterbrunnen Bahra

### Ortsbild
Das Ortsbild von Bahra prägen bis heute gut erhaltene Drei- und Vierseithöfe. Die meist mit Krüppelwalmdächern versehenen Wohnhäuser stehen überwiegend giebelseitig zum Dorfanger und lassen die ursprüngliche Dorfanlage des Angerdorfes noch gut erkennen. Sowohl der Ortskern als auch die gesamte Dorfanlage stehen deshalb unter Denkmalschutz. Um den Ort ist ein fast vollständig erhaltener Streuobstwiesengürtel zu finden.
Im Dorf sind zwei markante Bäume zu finden: eine 1889 zu Ehren des sächsischen Königs gepflanzte König-Albert-Eiche und eine Lutherlinde mit Gedenktafel. Das 1853 eröffnete frühere Schulhaus diente bis 2016 als Kindertagesstätte. Im ehemaligen Dorfgasthof befand sich viele Jahre das Gemeindeamt. 1997/1998 erfolgte ein Umbau zum Dorfgemeinschaftshaus. Außerdem entstanden in den Jahren nach 1990 im südlichen Teil einige Einfamilienhäuser.

### Osterbrunnen
Der Bahraer Osterbrunnen ist einer von elf Osterbrunnen der Hirschsteiner Region.

## Söhne und Töchter der Gemeinde
- Günter Jäckel (1926–2011), Literaturhistoriker, Hochschullehrer und Herausgeber